# Старо-Носки
Старо-Носки — деревня в Афанасьевском районе Кировской области в составе Ичетовкинского сельского поселения.

## География
Расположена на расстоянии примерно 16 км на север-северо-восток от райцентра поселка Афанасьево.

## История
Известна с 1873 года как часть деревни Русская (Носковы), в 1905 деревня Староносковская (дворов 9 и жителей 51), в 1926 10 хозяйств и 55 жителей, в 1950 хозяйств 6 и 21 житель, в 1989 году проживало 17 человек.

## Население
Постоянное население составляло 14 человек (русские 100 %) в 2002 году, 12 в 2010.